# Puchar Świata w Kolarstwie Górskim 1995
Puchar Świata w kolarstwie górskim w sezonie 1995 to 5. edycja tej imprezy. Organizowany przez UCI, obejmował zawody dla kobiet i mężczyzn w cross-country oraz w dwonhillu. Pierwsze zawody odbyły się 9 kwietnia w australijskim Cairns, a ostatnie 10 września 1995 roku w stolicy Włoch, Rzymie.
Pucharu Świata w cross-country bronili: Amerykanka Juli Furtado wśród kobiet oraz Holender Bart Brentjens wśród mężczyzn, a w downhillu: Amerykanka Kim Sonier wśród kobiet oraz Francuz François Gachet wśród mężczyzn. W tym sezonie w cross-country triumfowali: ponownie Juli Furtado wśród kobiet oraz Szwajcar Thomas Frischknecht wśród mężczyzn, a w downhillu najlepsi byli: Francuz Nicolas Vouilloz wśród mężczyzn i Niemka Regina Stiefl wśród kobiet.

## Wyniki

### Cross-country
| Data                 | Miejsce          | Podium (mężczyźni)  | Podium (kobiety)     |
|                      |                  |                     |                      |
| 9 kwietnia 1995      | Cairns           | Rune Høydahl        | Juli Furtado         |
| 9 kwietnia 1995      | Cairns           | Daniele Pontoni     | Maria Paola Turcutto |
| 9 kwietnia 1995      | Cairns           | Thomas Frischknecht | Silvia Fürst         |
|                      |                  |                     |                      |
| 23 kwietnia 1995     | Madryt           | Rune Høydahl        | Juli Furtado         |
| 23 kwietnia 1995     | Madryt           | Jan Østergaard      | Paola Pezzo          |
| 23 kwietnia 1995     | Madryt           | David Baker         | Chantal Daucourt     |
|                      |                  |                     |                      |
| 30 kwietnia 1995     | Houffalize       | Rune Høydahl        | Paola Pezzo          |
| 30 kwietnia 1995     | Houffalize       | Thomas Frischknecht | Alison Sydor         |
| 30 kwietnia 1995     | Houffalize       | Michael Rasmussen   | Juli Furtado         |
|                      |                  |                     |                      |
| 7 maja 1995          | Budapeszt        | Jan Østergaard      | Paola Pezzo          |
| 7 maja 1995          | Budapeszt        | Daniele Bruschi     | Alison Sydor         |
| 7 maja 1995          | Budapeszt        | Thomas Frischknecht | Silvia Fürst         |
|                      |                  |                     |                      |
| 11 czerwca 1995      | Vail             | Thomas Frischknecht | Juli Furtado         |
| 11 czerwca 1995      | Vail             | Tim Gould           | Paola Pezzo          |
| 11 czerwca 1995      | Vail             | Rishi Grewal        | Alison Sydor         |
|                      |                  |                     |                      |
| 18 czerwca 1995      | Mount Snow       | Rune Høydahl        | Juli Furtado         |
| 18 czerwca 1995      | Mount Snow       | David Baker         | Alison Sydor         |
| 18 czerwca 1995      | Mount Snow       | Alessandro Fontana  | Paola Pezzo          |
|                      |                  |                     |                      |
| 25 czerwca 1995      | Mont-Sainte-Anne | Rune Høydahl        | Juli Furtado         |
| 25 czerwca 1995      | Mont-Sainte-Anne | Alessandro Fontana  | Alison Sydor         |
| 25 czerwca 1995      | Mont-Sainte-Anne | Daniele Pontoni     | Paola Pezzo          |
|                      |                  |                     |                      |
| 8 lipca 1995         | Mammoth Lakes    | Thomas Frischknecht | Juli Furtado         |
| 8 lipca 1995         | Mammoth Lakes    | Jan Østergaard      | Paola Pezzo          |
| 8 lipca 1995         | Mammoth Lakes    | Steve Larsen        | Ruthie Matthes       |
|                      |                  |                     |                      |
| 3 września 1995      | Plymouth         | Jan Østergaard      | Alison Sydor         |
| 3 września 1995      | Plymouth         | Bart Brentjens      | Paola Pezzo          |
| 3 września 1995      | Plymouth         | Michael Rasmussen   | Gunn-Rita Dahle      |
|                      |                  |                     |                      |
| 10 września 1995     | Rzym             | Luca Bramati        | Silvia Fürst         |
| 10 września 1995     | Rzym             | Bart Brentjens      | Alison Sydor         |
| 10 września 1995     | Rzym             | Henrik Djernis      | Tammy Jacques        |
|                      |                  |                     |                      |
|                      |                  | Podium (mężczyźni)  | Podium (kobiety)     |
| Klasyfikacja końcowa | Puchar Świata XC | Thomas Frischknecht | Juli Furtado         |
| Klasyfikacja końcowa | Puchar Świata XC | Rune Høydahl        | Alison Sydor         |
| Klasyfikacja końcowa | Puchar Świata XC | Jan Østergaard      | Paola Pezzo          |

### Downhill
| Data                 | Miejsce          | Podium (mężczyźni) | Podium (kobiety)       |
|                      |                  |                    |                        |
| 21 maja 1995         | Cap-d'Ail        | Nicolas Vouilloz   | Missy Giove            |
| 21 maja 1995         | Cap-d'Ail        | Mike King          | Giovanna Bonazzi       |
| 21 maja 1995         | Cap-d'Ail        | Denis Bonnet       | Nolvenn Le Caër        |
|                      |                  |                    |                        |
| 28 maja 1995         | Åre              | Bruno Zanchi       | Missy Giove            |
| 28 maja 1995         | Åre              | Nicolas Vouilloz   | Giovanna Bonazzi       |
| 28 maja 1995         | Åre              | Corrado Hérin      | Kim Sonier             |
|                      |                  |                    |                        |
| 17 czerwca 1995      | Mount Snow       | Todd Tanner        | Kim Sonier             |
| 17 czerwca 1995      | Mount Snow       | Mike King          | Regina Stiefl          |
| 17 czerwca 1995      | Mount Snow       | Myles Rockwell     | Leigh Donovan          |
|                      |                  |                    |                        |
| 24 czerwca 1995      | Mont-Sainte-Anne | Franck Roman       | Nolvenn Le Caër        |
| 24 czerwca 1995      | Mont-Sainte-Anne | Nicolas Vouilloz   | Giovanna Bonazzi       |
| 24 czerwca 1995      | Mont-Sainte-Anne | Corrado Hérin      | Rita Burgi             |
|                      |                  |                    |                        |
| 16 lipca 1995        | Big Bear         | Mike King          | Elke Brutsaert         |
| 16 lipca 1995        | Big Bear         | Brian Lopes        | Regina Stiefl          |
| 16 lipca 1995        | Big Bear         | François Gachet    | Leigh Donovan          |
|                      |                  |                    |                        |
| 13 sierpnia 1995     | Kaprun           | Myles Rockwell     | Regina Stiefl          |
| 13 sierpnia 1995     | Kaprun           | Nicolas Vouilloz   | Anne-Caroline Chausson |
| 13 sierpnia 1995     | Kaprun           | Tomi Misser        | Elke Brutsaert         |
|                      |                  |                    |                        |
|                      |                  | Podium (mężczyźni) | Podium (kobiety)       |
| Klasyfikacja końcowa | Puchar Świata DH | Nicolas Vouilloz   | Regina Stiefl          |
| Klasyfikacja końcowa | Puchar Świata DH | Mike King          | Giovanna Bonazzi       |
| Klasyfikacja końcowa | Puchar Świata DH | Myles Rockwell     | Kim Sonier             |